# República de Palau
Palau (palauès: Belau, anglès: Palau, japonès: パラオ), oficialment la República de Palau (palauès: Beluu er a Belau, anglès: Republic of Palau, japonès: パラオ共和国), és un estat pluriinsular de Micronèsia, a l'oceà Pacífic, situat a uns 500 km a l'est de les Filipines. Està constituït per un arxipèlag de 26 illes i 300 illots i connecta la cadena occidental de les illes Carolines amb parts dels Estats Federats de Micronèsia. Té una superfície total de 466 km², el que el converteix en un dels països més petits del món. L'illa més poblada és Koror, on es troba la ciutat homònima més poblada del país. La capital Ngerulmud es troba a l'illa més gran de Babeldaob, a l'estat de Melekeok. Palau comparteix límits marítims amb aigües internacionals al nord, els Estats Federats de Micronèsia a l'est, Indonèsia al sud i les Filipines al nord-oest.

## Etimologia
El nom de les illes en llengua palauana, Belau, deriva de la paraula palauana per a poble, beluu (per tant, en última instància, del protoaustronesi * banua), o d’aibebelau (respostes indirectes), relativa a un mite de la creació. El nom Palau finalment va entrar en anglès a través de l'alemany Palau. Un nom arcaic per a les illes en anglès era Pelew Islands. Palau no té relació amb Pulau, que és una paraula malaya que significa illa que es troba en nombrosos topònims de la regió.

## Història

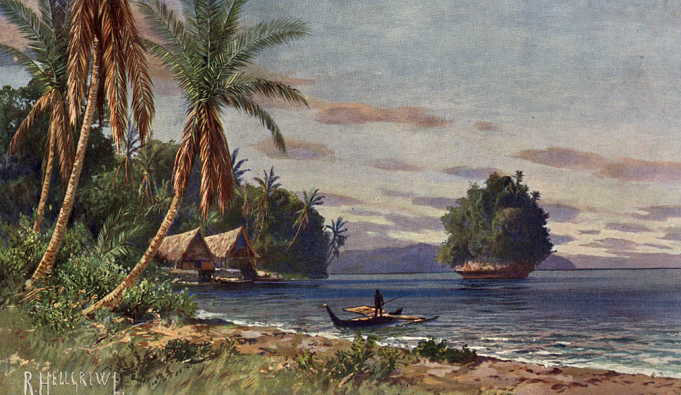
Palau, pintura en un llibre del 1908

Els primers habitants de Palau provenien probablement d'Indonèsia, Austràlia i Polinèsia, els quals van poblar les illes a partir del 1000 aC, aproximadament. El primer explorador europeu a albirar les illes fou l'espanyol Ruy López de Villalobos el 1543; les annexionà a l'Imperi espanyol. Després de la conquesta de les Filipines el 1565, les Palau van passar a integrar el territori de la Capitania General de les Filipines, creada el 1574, dependent del virregnat de Nova Espanya, però l'evangelització de l'arxipèlag no va començar fins al 1710, a càrrec del missioner Padilla. Palau va ser dibuixat per primera vegada en un mapa europeu pel missioner bohemi Paul Klein basant-se en una descripció donada per un grup de palauans nàufrags a la costa filipina a Samar. No obstant això, els intents europeus per establir-se o comerciar amb les illes no van començar fins al segle xviii, pels britànics. Espanya va colonitzar les illes fins a finals del segle xix, fins que les va vendre a Alemanya el 1899 juntament amb la resta de les Carolines per 25 milions de marcs alemanys, segons el tractat hispanoalemany després de la derrota en la Guerra hispanoestatunidenca de 1898.
Japó va capturar les illes en començar la Primera Guerra Mundial, el 1914, i hi va aconseguir un mandat després de la signatura del tractat de Versalles de 1919, que es va estendre fins a la Segona Guerra Mundial. El 20 de setembre de 1944 les tropes nord-americanes envaïren el territori. Durant la tardor de 1944 les illes van ser testimoni de la batalla de Peleliu entre les forces de l'Imperi del Japó i els Estats Units. La victòria estatunidenca va posar fi al mandat japonès sobre l'arxipèlag. Des de 1947, Palau i les Carolines van ser posades sota tutela de l'ONU que, a la vegada, van confiar la seva administració als Estats Units com a part del Territori en Fideïcomís de les Illes del Pacífic, on s'integrà el 1951.
Els palauans van votar el 1979 per no unir-se als Estats Federats de Micronèsia i van triar la independència el 1981, tenint com a primer president Haruo Remeliik. Aquell mateix any es va aprovar la primera constitució. El 1986 els governs de Palau i els Estats Units acordaren els termes per a una lliure associació. No obstant això, el tractat no se signà, ja que la Constitució de Palau prohibeix la presència de vaixells nuclears a les illes, i Estats Units no accepta aquesta clàusula.

## Política
El país té un govern constitucional, en associació lliure amb els Estats Units, mitjançant el tractat de Lliure Associació. Aquest tractat va entrar en vigor l'1 d'octubre de 1994, i implica l'ajuda financera dels Estats Units per períodes de 15 anys, a canvi de certs drets de defensa.
El president de Palau, que és cap d'estat i cap de govern, és triat pels palauans cada quatre anys. El govern que encapçala consisteix en un parlament bicameral, anomenat Olbiil Era Kelulau. Els membres d'ambdues cambres són triats pel poble; 16 són part del Senat, i 18 de la Cambra de Delegats. Existeix un Consell de Caps que actua com a cos assessor presidencial. Té un sistema judicial fonamentat en una Cort Suprema. Des del 2009 el president és Johnson Toribiong.

## Geografia

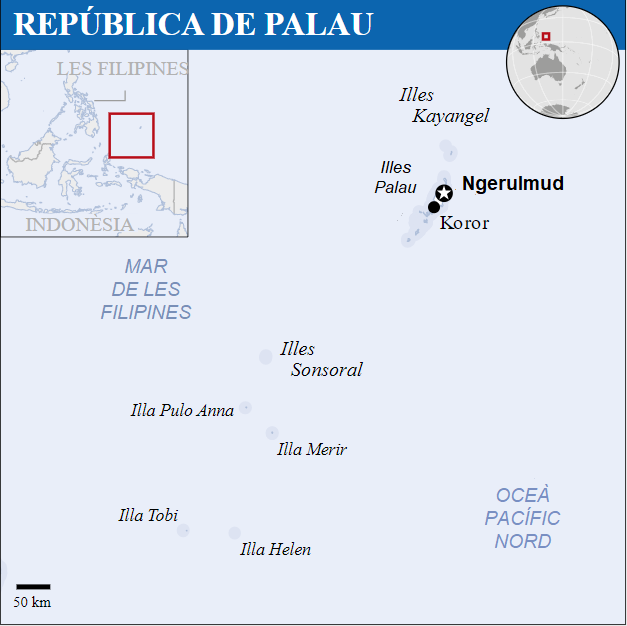
Mapa de Palau

Percentatge de superfície forestal en superfície total, països principals (2021). Palau té el cinquè percentatge de cobertura forestal més alt del món.

El territori de Palau està format per un arxipèlag situat a l'oceà Pacífic. Les seves illes més poblades són Angaur, Babeldaob, Koror i Peleliu. Els tres últims es troben junts dins de la mateixa barrera de corall, mentre que Angaur és una illa oceànica a uns quants quilòmetres al sud. Al voltant de dos terços de la població viu a Koror. L'atol de corall de Kayangel es troba al nord d'aquestes illes, mentre que les deshabitades Rock Islands (unes 200) es troben a l'oest del grup d'illes principal. Un grup remot de sis illes, conegudes com a illes del sud-oest, a uns 604 km de les illes principals, formen els estats d'Hatohobei i Sonsorol.

### Clima
Palau té un clima de selva tropical amb una temperatura mitjana anual de 28 °C. Les pluges són abundants durant tot l'any, amb una mitjana de 380 mm. La humitat mitjana és del 82% i, tot i que la pluja cau amb més freqüència entre juny i octubre, encara hi ha molt sol. Palau es troba a la vora del cinturó de tifons. Les pertorbacions tropicals es desenvolupen amb freqüència a prop de Palau cada any, però els ciclons tropicals significatius són força rars. Mike, Bopha i Haiyan són els únics sistemes que van afectar Palau com a tifons.

### Medi ambient

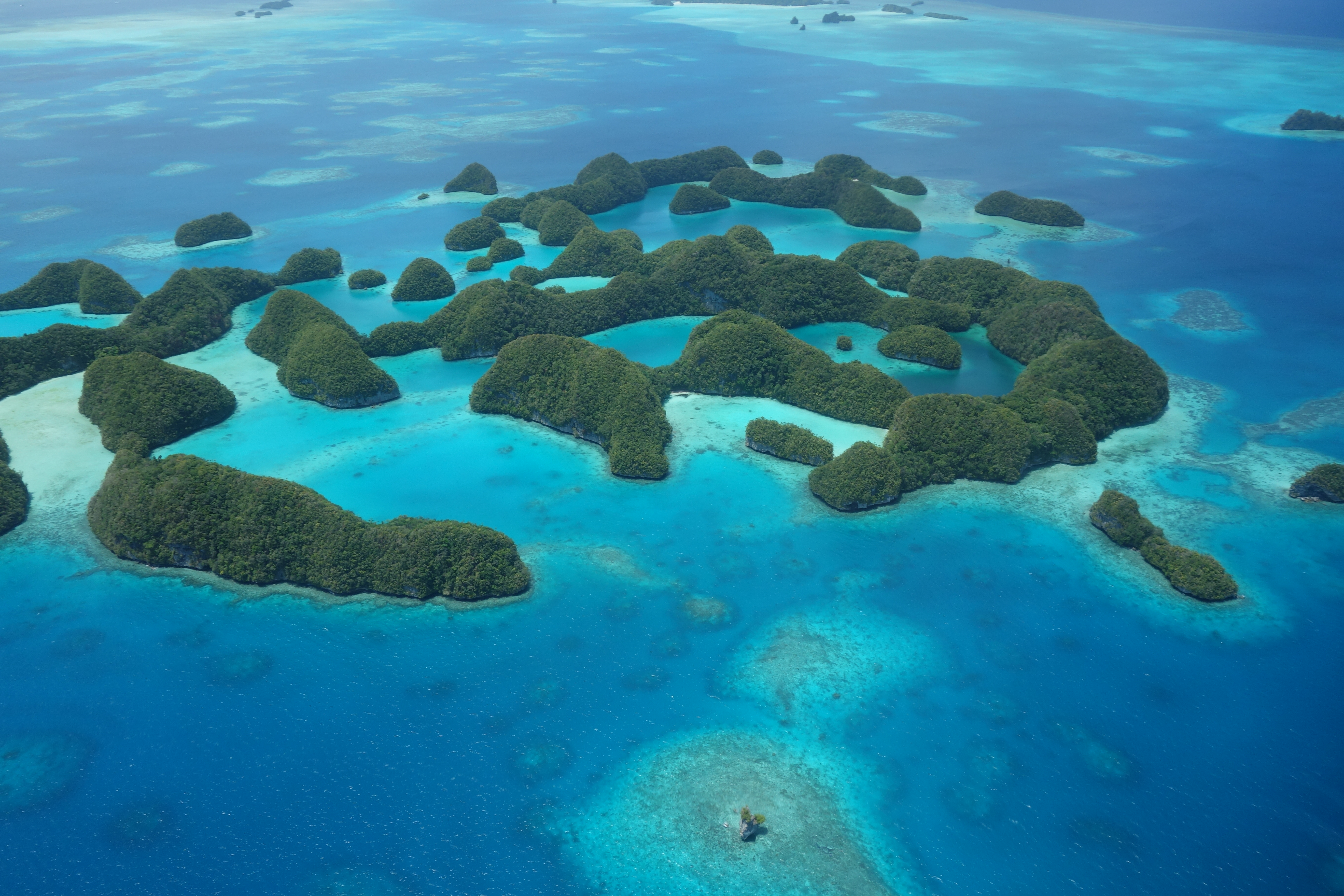
Vista aèria de Ngerukewid

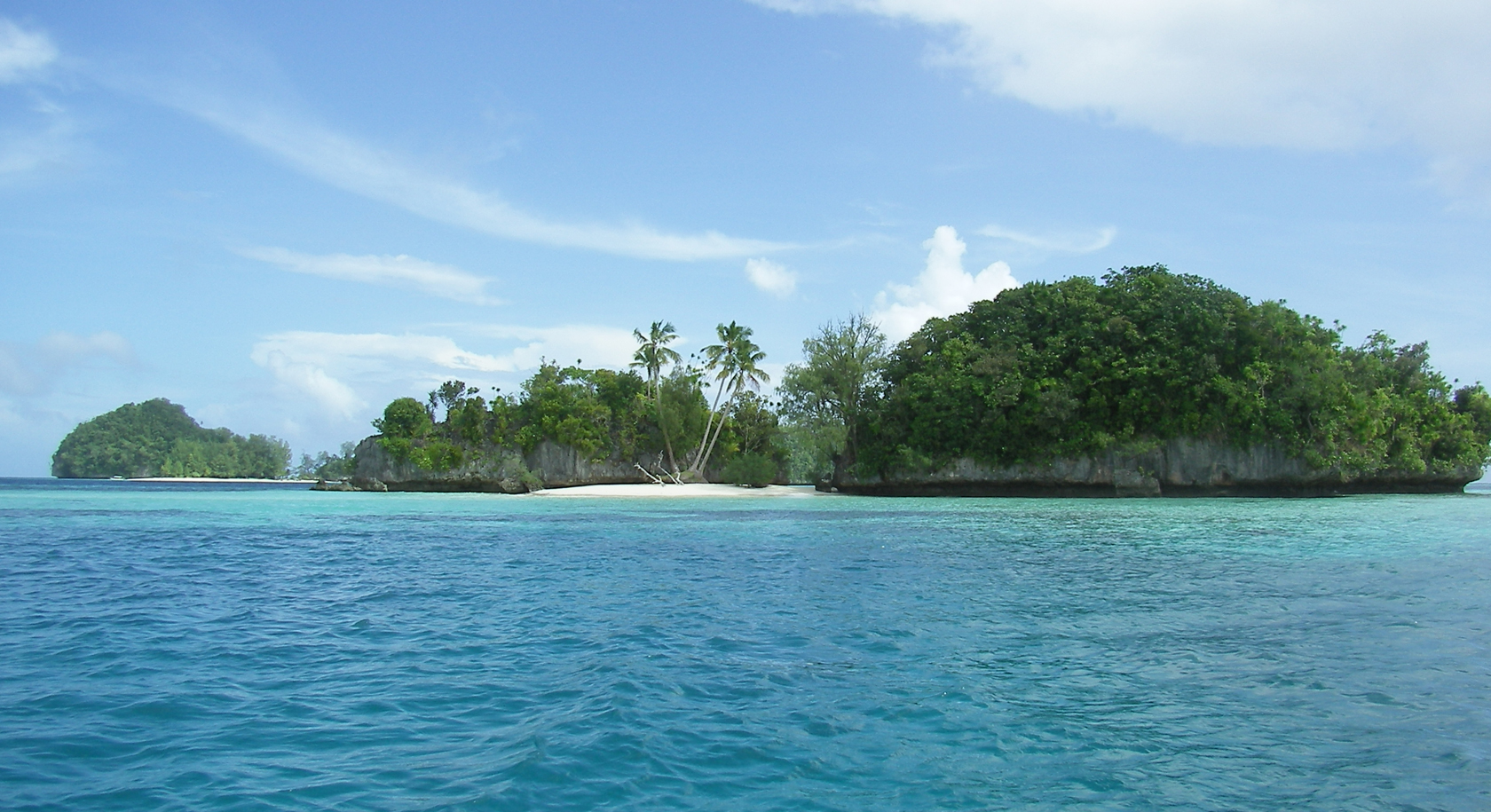
Rock Islands a Palau

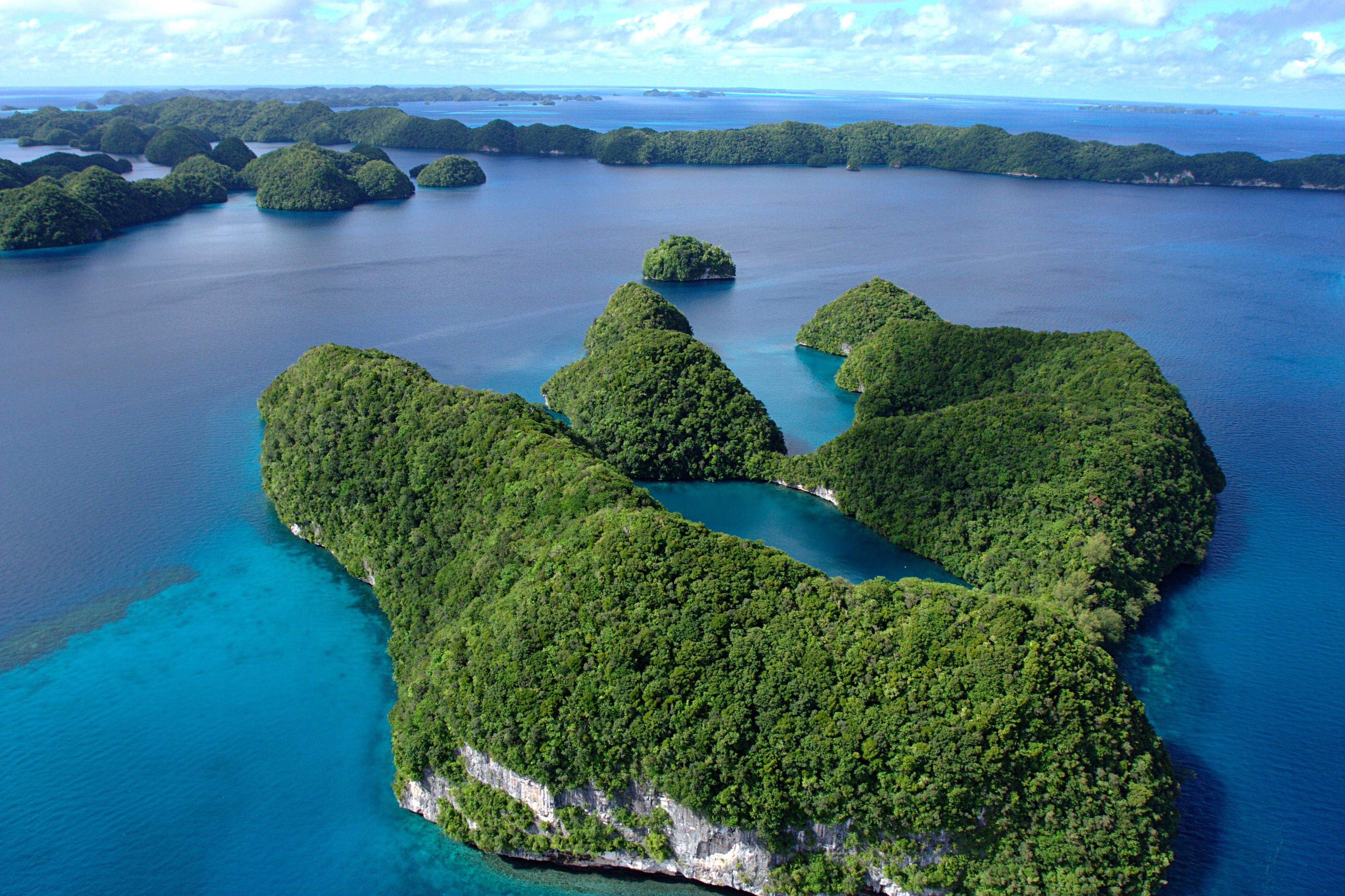
Vista aèria d'illes de pedra calcària

Palau té una història de forta conservació ambiental. Per exemple, les illes Ngerukewid i els seus voltants estan protegides sota la Reserva de Vida Silvestre de les Illes Ngerukewid, que es va establir el 1956. Tot i que gran part de Palau continua lliure de degradació ambiental, les àrees de preocupació són la pesca il·legal amb dinamita, les instal·lacions inadequades d'eliminació de residus sòlids a Koror i el dragatge extensiu de sorra i corall a la llacuna de Palau. Com passa amb altres estats insulars del Pacífic, l'augment del nivell del mar representa una amenaça ambiental important. No obstant això, segons la base de dades d'emissions per a la investigació atmosfèrica global, les emissions mitjanes de diòxid de carboni per persona van ser de 60 tones el 2019, les més altes del món, i majoritàriament procedents del transport. La inundació de les zones baixes amenaça la vegetació costanera, l'agricultura i un subministrament d'aigua ja insuficient. El tractament de les aigües residuals és un problema, juntament amb la manipulació de residus tòxics de fertilitzants i biocides.
Una espècie de cocodril d'aigua salada, Crocodylus porosus, és autòctona de Palau, i es troba en nombre variable als manglars i a algunes parts de les illes Rock. Tot i que aquesta espècie es considera generalment extremadament perillosa, només hi ha hagut un atac humà mortal, el 28 de desembre de 1965, a Palau en la història moderna. Aquest atac va donar lloc a un programa d'erradicació de cocodrils i al comerç de pells de cocodril que va arribar fins als anys vuitanta. Un programa de gestió i conservació en funcionament des de la Dècada del 1990 ha portat a una estabilització de la població de cocodrils de Palau.
El 5 de novembre de 2005, el president Tommy E. Remengesau Jr. va prendre el lideratge d'una iniciativa ambiental regional anomenada Micronesia Challenge, que conservaria el 30% de les aigües costaneres properes a la costa i el 20% de les terres forestals per al 2020. Després de Palau, a la iniciativa es van sumar els Estats Federats de Micronèsia, les Illes Marshall i els territoris nord-americans de Guam i Illes Mariannes Septentrionals. En conjunt, aquesta regió combinada representa gairebé el 5% de l'àrea marina de l'oceà Pacífic i el 7% de la seva costa.
Palau conté l'ecoregió terrestre de boscos tropicals humits de Palau. El 2019 tenia una puntuació mitjana de l'Índex d'Integritat del Paisatge Forestal de 8,09/10, cosa que el va situar en el lloc 27 a nivell mundial de 172 països. El país és vulnerable als terratrèmols, l'activitat volcànica i les tempestes tropicals.

### Santuari de taurons
El 25 de setembre de 2009, Palau va anunciar que crearia el primer santuari de taurons del món. Palau va prohibir tota la pesca comercial de taurons dins les aigües de la seva zona econòmica exclusiva. El santuari protegeix uns 600.000 km² d'oceà, una mida similar a França. El president Johnson Toribiong va anunciar el santuari en una reunió de les Nacions Unides. Toribiong va proposar una prohibició mundial de la pesca de taurons. El 2012, Palau va rebre el Future Policy Award del World Future Council, perquè Palau és líder mundial en la protecció dels ecosistemes marins.

### Subdivisió administrativa
Palau està dividit en setze províncies administratives (estats):
- Aimeliik
- Airai
- Angaur
- Hatobohei
- Kayangel
- Koror
- Melekeok
- Ngaraard
- Ngarchelong
- Ngardmau
- Ngatpang
- Ngchesar
- Ngeremlengui
- Ngiwal
- Peleliu
- Sonsorol

### Demografia
La majoria de la població és palauana, indígenes micronèsics; pel que fa a religions, són majoritàriament cristians (41% catòlics, 25% protestants), bé que subsisteixen cultes indígenes.

## Economia

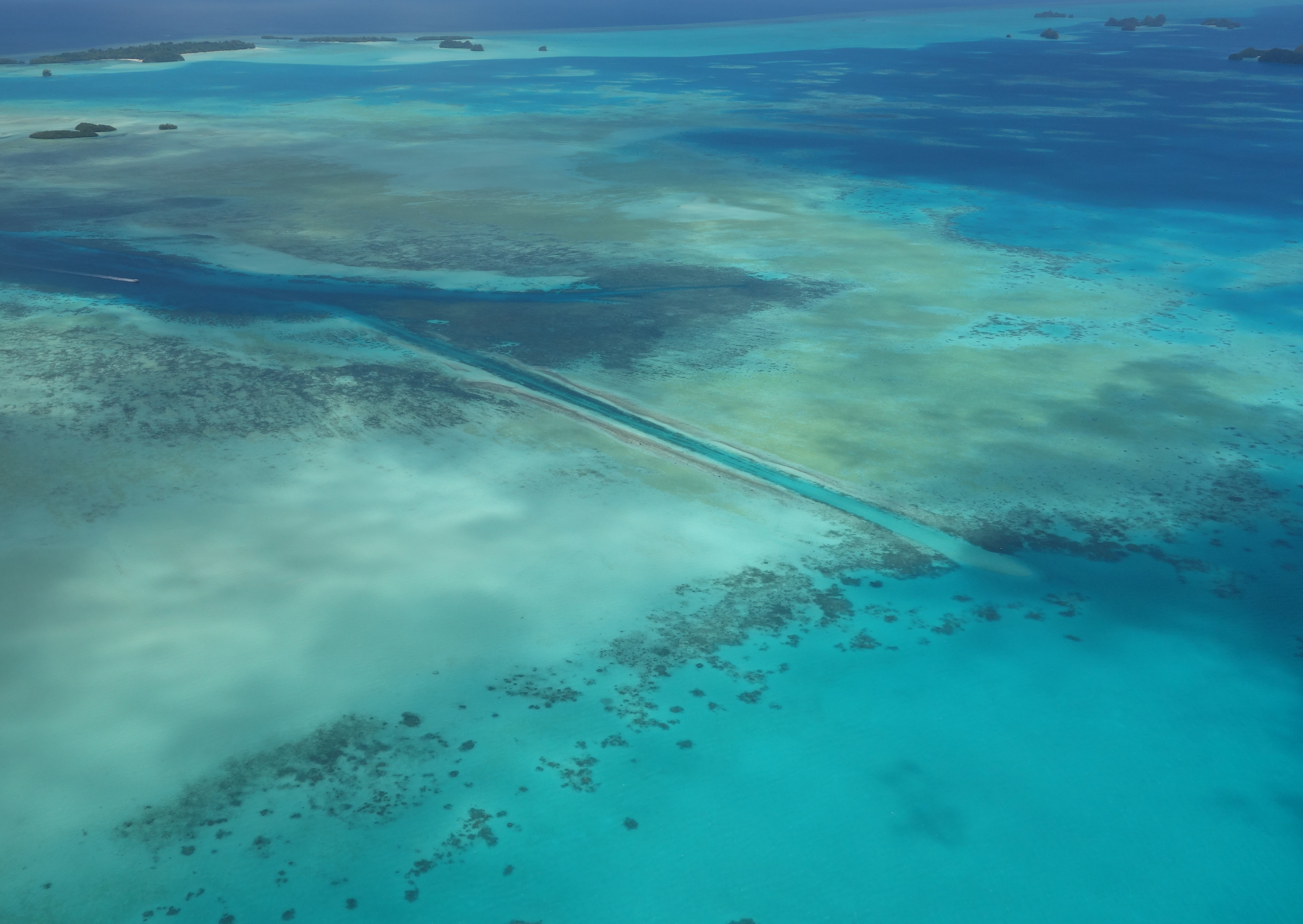
El canal alemany fet artificialment és un dels llocs de busseig més populars. També és una via de transport important per a vaixells que connecta la llacuna amb l'oceà Pacífic al sud-oest.

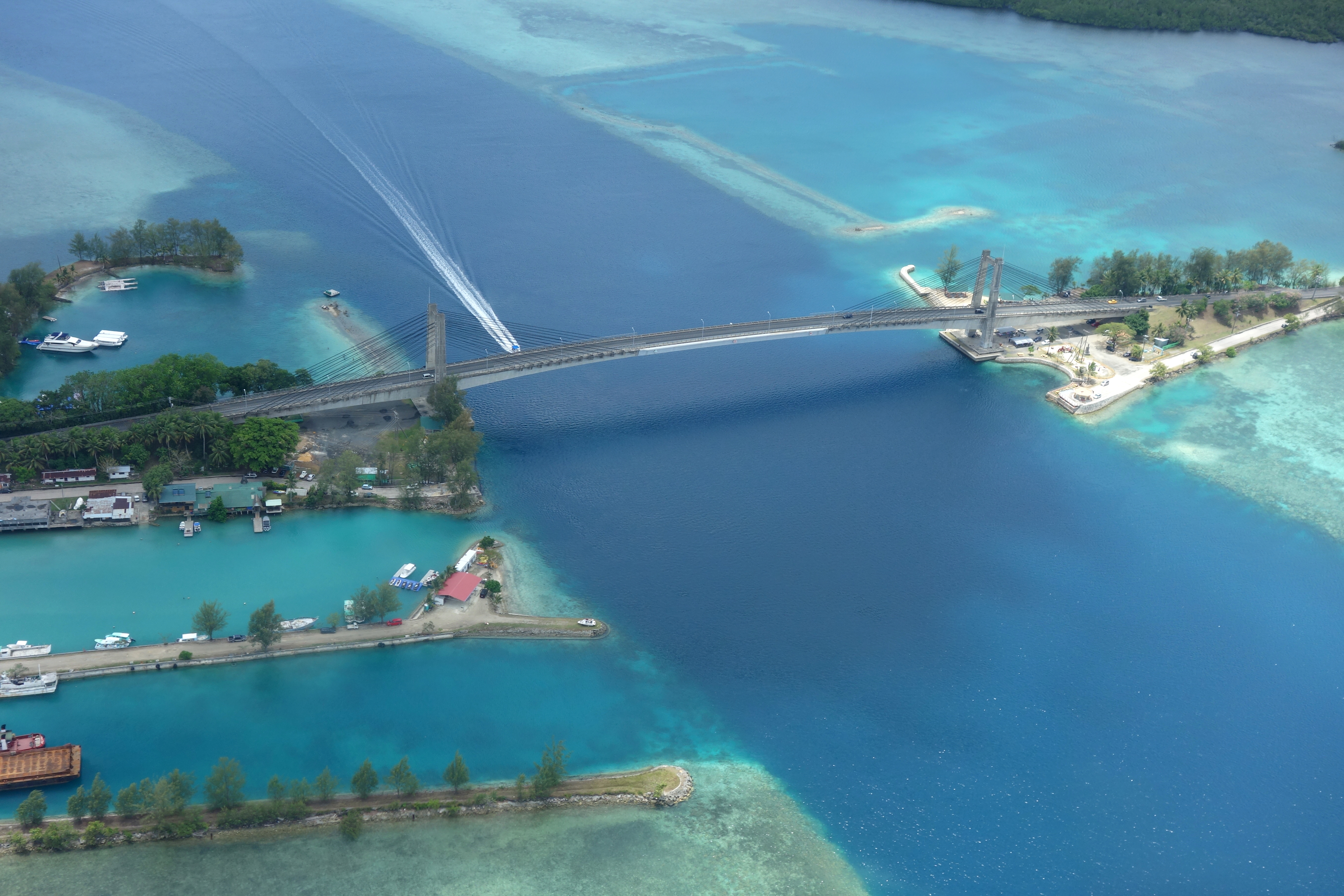
Vista aèria del pont Koror-Babeldaob el 2016

L'economia de Palau consisteix principalment en turisme, agricultura de subsistència i pesca. L'activitat turística se centra en el submarinisme i l'snorkel al ric entorn marí de les illes, incloses les parets dels seus esculls de corall i els restes de la Segona Guerra Mundial. L'abril de 2022, Palau va posar en marxa Ol'au Palau, un programa de turisme responsable amb l'objectiu de preservar l'entorn natural i la cultura tradicional del país. El govern és el més gran ocupador, depenent en gran manera de l'ajuda financera dels EUA. Les arribades de negocis i turistes van ser uns 50.000 l'any fiscal 2000-2001.
Tot i que el registre de vaixells de Palau representa menys del 0,001% de la flota mundial de vaixells comercials, conté gairebé el 60% de les banderes de l'últim viatge el 2019. Suggereix que les companyies navilieres utilitzen el registre per evadir les responsabilitats al final de la vida útil. Aquestes responsabilitats comporten la clausura d'un vaixell de manera que l'impacte ambiental i les condicions laborals estiguin en ordre.
La població gaudeix d'una renda per càpita el doble de la del conjunt de Micronèsia. Les perspectives a llarg termini per al sector turístic clau s'han vist molt reforçades per l'expansió dels viatges aeris a la vora del Pacífic, l'augment de la prosperitat dels principals països d'Àsia oriental i la voluntat dels estrangers de finançar el desenvolupament d'infraestructures.
El servei aeri de vegades ha estat irregular. Palau Micronesia Air, Asian Spirit i Pacific Flier van oferir servei a Filipines i altres destinacions en uns quants moments durant la dècada de 2000, però tots van suspendre el servei. United Airlines ofereix un servei gairebé diari des de i cap a Guam, i un servei setmanal a Yap. A més, Korean Air Lines ofereix servei tres cops per setmana a Inchon.
Palau és atès per un hospital de 80 llits, l'Hospital Nacional de Belau. Amb algunes especialitats mèdiques, no hi ha cap atenció especialitzada a Palau que requereixi atenció mèdica a Taiwan, les Filipines o Hawaii. A Palau no hi ha dermatòlegs ni oftalmòlegs (oculistes). Els fàrmacs VEGF per a malalties oculars diabètics no es poden donar per a afeccions oculars, de manera que la cirurgia làser es realitza visitant oftalmòlegs nord-americans. L'Hospital Nacional de Belau no pot tractar certes hemorràgies cerebrals que requereixin un transport aeri d'emergència a Taiwan.
El novembre de 2006, Pacific Saving Bank va anunciar oficialment la fallida. El 13 de desembre de 2006, el Palau Horizon va informar que s'havien vist afectats 641 dipositants. Entre ells, 398 tenien menys de 5.000 dòlars EUA, i la resta oscil·lava entre 5.000 i 2 milions de dòlars EUA. El 12 de desembre, 79 persones afectades van rebre una indemnització. Toribiong va dir: El fons per al pagament prové del saldo del préstec del govern de Palau a Taiwan . A partir d'un total d'1 milió d'USD, que originàriament servien per ajudar al desenvolupament de Palau, en el moment de la fallida es van quedar 955.000 dòlars. Toribiong va demanar al govern taiwanès que utilitzi el saldo per pagar els seus préstecs. Taiwan va acceptar la petició. La compensació inclouria aquells que tinguessin menys de 4.000 dòlars EUA en un compte.
L'impost sobre la renda té tres trams amb tipus progressius del 9,3%, 15% i 19,6% respectivament. L'impost de societats és del 4 %, i l'1 de gener de 2023 es va introduir l'impost de béns i serveis. És un impost de base àmplia del 10%, aplicat a la majoria de béns i serveis i altres articles venuts o consumits a Palau. No hi ha impostos sobre la propietat.

## Patrimoni de la Humanitat
Les Illes Rock estan inscrites en la llista del Patrimoni de la Humanitat de la UNESCO.
Les principals atraccions turístiques a Palau són la llacuna del sud de Rock Islands, Patrimoni de la Humanitat per la UNESCO, i quatre llocs provisionals de la UNESCO, a saber, Ouballang ra Ngebedech (terrasses de Ngebedech), l’àrea de conservació d'Imeong, els llocs de la pedrera de Yapease i Tet el Bad (la pedra). Taüt).